# Acrocercops hexachorda
Acrocercops hexachorda är en fjärilsart som beskrevs av Edward Meyrick 1914. Acrocercops hexachorda ingår i släktet Acrocercops och familjen styltmalar. Inga underarter finns listade i Catalogue of Life.